# Enrique Barón
 (juillet 2023).
Si vous disposez d'ouvrages ou d'articles de référence ou si vous connaissez des sites web de qualité traitant du thème abordé ici, merci de compléter l'article en donnant les références utiles à sa vérifiabilité et en les liant à la section « Notes et références ».
Pour les articles homonymes, voir Baron et Crespo.
Barón  Crespo est un nom espagnol. Le premier nom de famille, en général paternel, est Barón ; le second, en général maternel, souvent omis, est Crespo.
Enrique Carlos Barón Crespo, né le 27 mars 1944 à Madrid, est un homme politique espagnol, membre du Parti socialiste ouvrier espagnol (PSOE).
Après avoir été le premier ministre des Transports de Felipe González, entre 1982 et 1985, il est élu député européen en 1987, puis président du Parlement européen deux ans plus tard. En 1999, il prend la présidence du groupe socialiste au Parlement européen, qu'il conserve cinq ans, prenant sa retraite politique en 2009.

## Biographie

### Formation et activité professionnelle
Il est titulaire d'une licence en droit de l'université complutense de Madrid, et en administration des entreprises de l'Institut catholique d'administration et de direction des entreprises (Icade) et de l'École supérieure des sciences économiques et commerciales (ESSEC) de Paris. Il a ensuite été professeur de structure économique entre 1966 et 1970, à l'université complutense de Madrid.

### Carrière politique espagnole

#### Les débuts
Membre actif de mai 68, il a appartenu à la Convergence socialiste de Madrid (CSM) et a même été l'un des dirigeants de la Fédération des partis socialistes (FPS) dans les débuts de la transition démocratique. Il adhère au PSOE en 1977, à la suite de la dissolution de la CSM, et est élu député de Madrid lors des premières élections démocratiques. Il fait notamment partie des commissions de la Constitution, des Finances, et des Travaux publics, et devient pour cinq ans le porte-parole du groupe socialiste sur les questions économiques et budgétaires.

#### Ministre des Transports
Réélu en 1979, puis en 1982, Enrique Barón est nommé ministre des Transports, du Tourisme et des Communications le 2 décembre 1982, à 38 ans. Il doit faire face à l'obsolescence du réseau ferroviaire et engage alors un vaste plan de modernisation qui conduit à la fermeture de lignes peu ou pas du tout utilisées. Lors du remaniement du 4 juillet 1985, il est remplacé par Abel Caballero. Il entre l'année suivante à la commission des Affaires étrangères du Congrès des députés.

### Carrière politique européenne
Il est Président du Mouvement européen de 1987 à 1989. 

#### Président du Parlement européen
À partir du 1er janvier 1986, il fait partie de la délégation espagnole au Parlement européen, à la suite de l'adhésion de l'Espagne à la Communauté européenne. Désigné vice-président de l'institution au début de l'année 1987, il est élu député européen au suffrage universel direct quelques mois plus tard, conservant son poste au bureau. Après les élections européennes de 1989, il est choisi comme nouveau président du Parlement européen le 25 juillet. Il cède son poste à mi-parcours au conservateur allemand Egon Klepsch.

#### Un long parcours parlementaire
En 1992, il prend la présidence de la commission des Affaires étrangères et de la Sécurité, qu'il abandonne en 1994, tout en restant membre de la commission. Le 20 juillet 1999, il est élu président du groupe du Parti socialiste européen (PSE), et occupe cette fonction pendant toute la législature. Après les élections européennes de 2004, il prend pour deux ans et demi la tête de la commission du Commerce international. Il ne se représente pas aux élections européennes de 2009.
Il est candidat, en 2015, à la présidence du Parti socialiste européen.

## Distinctions
- Grand-croix de l'ordre de Charles III